# 佐賀町
佐賀町（さがちょう）は、高知県南西部にあった町である。
2006年3月20日に隣接する大方町と対等合併して黒潮町となり、自治体としては消滅した。

## 歴史
- 1889年（明治22年）4月1日 - 町村制の施行により、佐賀村・藤縄村・熊井村・中野川村・伊与喜村・市野々川村・不破原村・荷稲村・川奥村・拳ノ川村・橘川村・市ノ瀬村・鈴村・熊野浦村・小黒野川村の区域をもって佐賀町が発足。
- 1940年（昭和15年）11月3日 - 佐賀村が町制施行して佐賀町となる。
- 1957年（昭和32年）4月1日 - 大方町の一部（大字白浜）を編入。
- 2003年（平成15年）12月8日 - 高レベル放射性廃棄物の最終処分場の誘致を請願する書類が町議会に提出される。なお、この請願は翌2004年（平成16年）の町議会で否決されている。また、これに伴い周辺の中村市など4市町でも議会で協議が行われた（いずれも反対の決議）。
- 2006年（平成18年）3月20日 - 大方町と合併して黒潮町が発足。同日佐賀町消滅。

## 教育
現在は全て黒潮町立。

### 中学校
- 佐賀町立佐賀中学校

### 小学校
- 佐賀町立佐賀小学校
- 佐賀町立拳ノ川小学校
- 佐賀町立伊与喜小学校₍休校中₎

## 交通

### 鉄道
- 土佐くろしお鉄道中村線
  - 荷稲駅 - 伊与喜駅 - 土佐佐賀駅 - 佐賀公園駅 - 土佐白浜駅

### 道路
一般国道
- 国道56号

県道
- 高知県道25号中土佐佐賀線
- 高知県道329号秋丸佐賀線
- 高知県道367号住次郎佐賀線

## 観光・スポット
近海の土佐湾にニタリクジラが生息しており、ホエールウォッチングができる。
- 塩谷の浜海水浴場
- 津波避難タワー
- 鹿島ヶ浦
- 轟渓谷

## 井上陽水の本籍地
1947年（昭和23年）8月30日生まれの井上陽水は、福岡県田川郡糸田町中糸田に生まれたが、出生届は父の本籍地である佐賀町に出されている。佐賀町町役場に提出された出生届には「陽水」の下に「あきみ」と送り仮名が付いている。「水」を「み」と読むのは父の「若水」（わかみ）と同様で珍しく思えるが、佐賀町役場戸籍課によれば、郷土の生んだ日本社会主義運動の先駆者、幸徳秋水の影響で、名前に「水」を付ける家庭は地元には多いと指摘している。